# Everett Transit

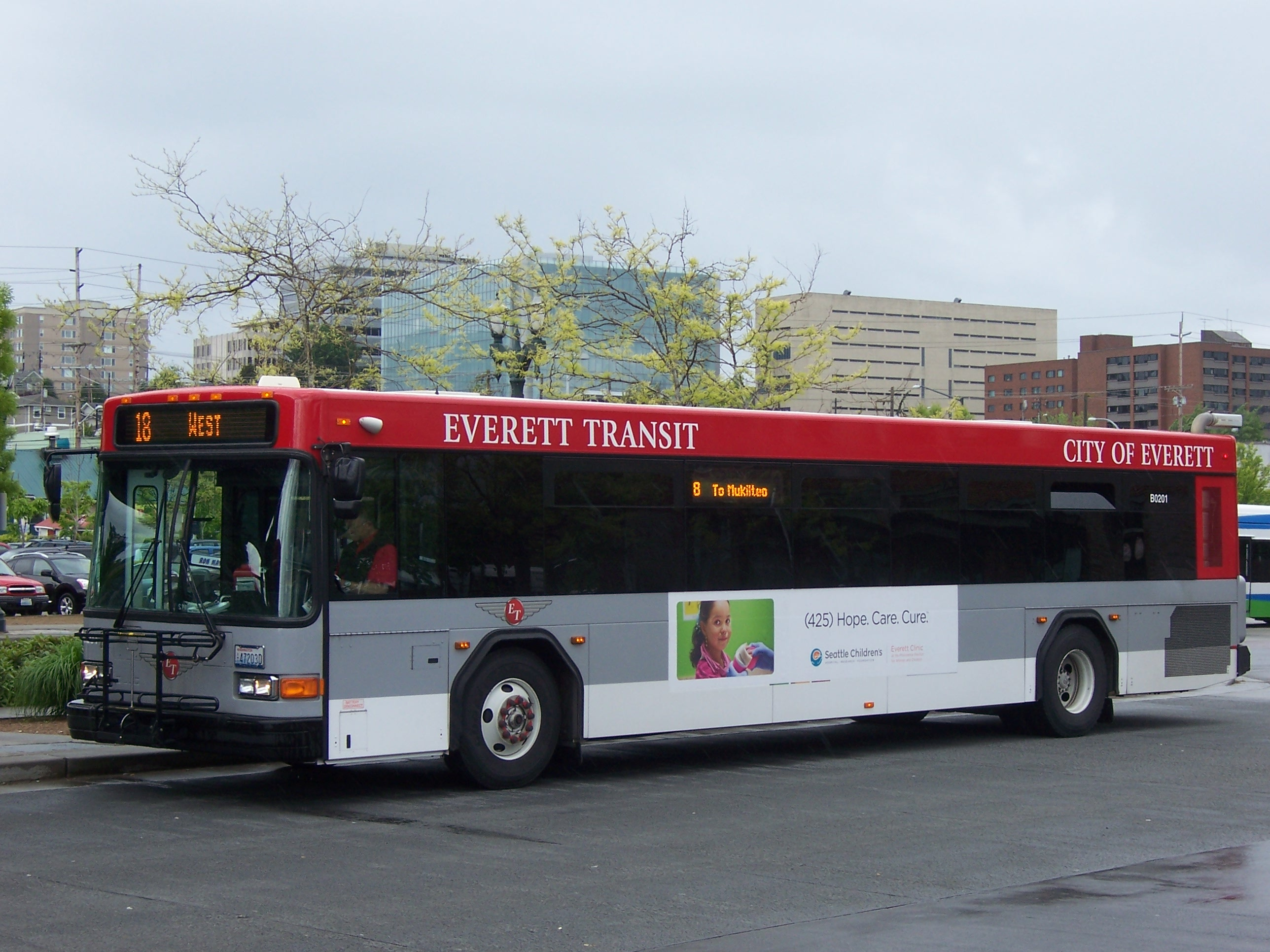
Autobus dopravního podniku na stanici Everett Station.

Everett Transit je dopravní podnik v Everettu, jediném městě s vlastním dopravním podnikem v okrese Snohomish ve státě Washington. Ostatní města okresu obsluhuje Community Transit. V roce 2010 podnik provozoval 49 autobusů na 18 linkách a v roce 2009 jeho služeb využilo 2,5 milionu cestujících. V roce 1969 převzala kontrolu nad podnikem správa města, ale svou historii datuje až do roku 1893, kdy byl založen jako Everett City Lines.